# 長倉氏
長倉氏とは日本の氏族のひとつ。
1. 清和源氏佐竹氏族。本項で解説する。
2. 本姓不詳。陸奥国伊達郡長倉邑より起こる。
3. 藤原南家工藤氏族。播磨国長倉庄より起こる。

## 清和源氏佐竹氏族 長倉氏
長倉氏は本姓は源氏。家系は清和天皇第六皇子 貞純親王の王子 経基王を祖とする清和源氏の流れで、2代源満仲の三男 頼信を祖とする河内源氏の2代 頼義の三男 新羅三郎義光の長男 源義業の子 佐竹昌義を祖とする常陸源氏 佐竹氏の庶流にあたる。
家の起こりは佐竹行義の三男 三郎義綱、常陸国那珂郡長倉邑により、長倉氏を名乗ることにはじまる。文保元年（1317年）、長倉城を築城する。延元年間（1336年 - 1340年）、佐竹義篤に随い、北朝方として戦い、正平年間(1346年～1369年)に没するという。
3代 常陸介義景は応永24年（1417年）の上杉禅秀の乱では山入与義とともに上杉禅秀方として挙兵するも、岩城氏らの援兵を受けた佐竹義人の軍勢に城を攻められ、降伏する。佐竹義人が鎌倉公方足利持氏に抗し、室町将軍につくと、義景の子 遠江守義成は佐竹義人に応じて幕府方となる。これに対し鎌倉府について上野国の岩松持国が長倉城に来襲し、戦況不利を察し、降伏したという。

### 系譜
佐竹氏族長倉氏の系譜は以下の通り。
```
系譜 佐竹行義－長岡三郎義綱-義利-常陸介義景-遠江守義成
```

```
系譜 佐竹行義－長岡三郎義綱-義利-常陸介義景-遠江守義勝-義貞-義祐-伊義-義昭-義尚--義忠-義重-義富-義興-義雅-義学
```

```
系譜 佐竹行義－長岡三郎義綱-義利-常陸介義景-遠江守義勝-義貞-義祐-伊義-義昭-義尚-義忠-義尚-義泰-義祐-清信
```

## 尊王志士としての長倉氏
- 長倉義誠 宍戸藩士。天狗党に加わり、元治元年(1864年) 9月28日、松平万次郎邸で切腹。享年30。靖国神社合祀[2]。
- 長倉義直 宍戸藩士。天狗党に加わり、慶応2年(1866年)7月4日獄死。享年18。靖国神社合祀[3]。